# Sybra chaffanjoni
Sybra chaffanjoni är en skalbaggsart som beskrevs av Stefan von Breuning 1969. Sybra chaffanjoni ingår i släktet Sybra och familjen långhorningar. Inga underarter finns listade i Catalogue of Life.